# Volksetymologie
In de taalkunde spreekt men van een volksetymologie als een woord door een gebruiker — onder invloed van andere daarop lijkende bekende woorden — naar zijn woordvorm op onjuiste wijze wordt geïnterpreteerd en dan volgens die interpretatie wordt uitgesproken en geschreven. Meestal gaat het hier om leenwoorden die niet als zodanig worden herkend, en vervangen worden door een meer bekende woordvorm. Zulke "herinterpretaties" kunnen eenmalig zijn, en worden dan niet blijvend in de woordenschat opgenomen. In een vrij groot aantal gevallen zijn zij echter wel blijvend, zoals scheurbuik (van Latijn scorbutus) en kattebelletje (van Italiaans scartabello, of het Spaanse cartapel).

## Voorbeelden

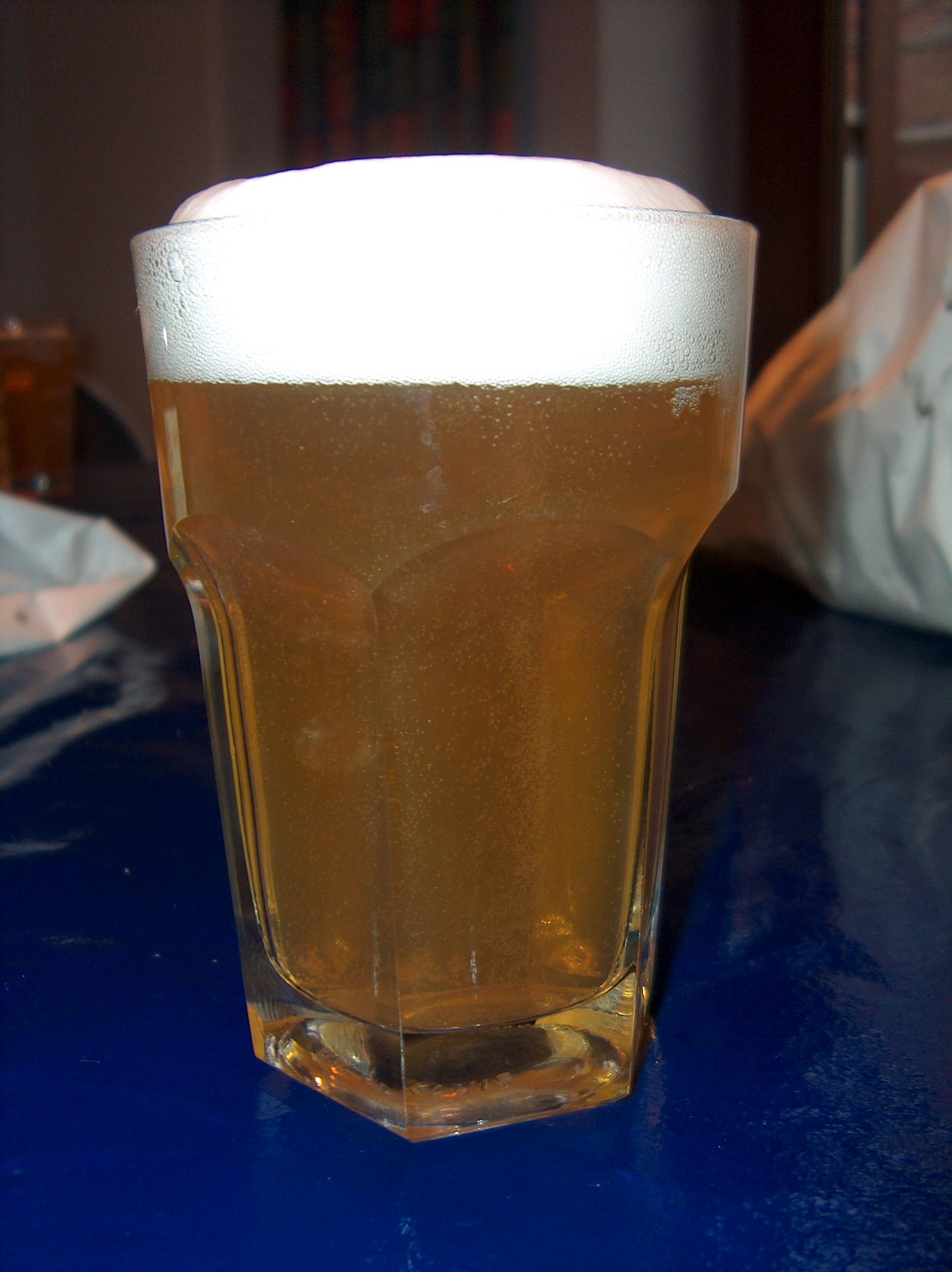
Witbier, waarvan de naam echter niets met de kleur wit te maken heeft

- kattebelletje komt van het Italiaanse scartabello; dit betekende "boekje", en werd in het vroegmodern Nederlands overgenomen als chartabelle, later in de vorm kartebelletje, "kort geschrift". Die vorm werd niet herkend, maar deed aan de elementen kat en bel denken; in de vorm leken die wel op het woord, maar er was geen enkele betekenisovereenkomst, noch met het dier, noch met een klokachtig instrument.
- kamperfoelie komt van het Latijnse caprifolium (geitenblad), kennelijk onder invloed van de stad Kampen
- hangmat komt via het Spaans van het Taíno-woord hamaca
- pakkie-an komt van het Maleise bagian, dat afdeling (of deel) betekent
- witbier (ook in het Duits: Weißbier) komt eigenlijk van Weizenbier (tarwebier). Witbier is vaak, maar niet altijd, lichter dan gerstbier.

Niet alle zo ontstane woorden zijn geaccepteerd en overgenomen als correct taalgebruik.
- rontonde is een ongeaccepteerde vorm (onder invloed van rond) voor het correcte rotonde.

Soms zijn het oorspronkelijke woord en het nieuwgevormde woord beide blijven bestaan, maar hebben ze een verschillende betekenis gekregen:
- rederijker uit het Franse rhéthorique, onder invloed van rede[voering] en rijk, is een literair kunstenaar uit de vroegmoderne tijd, eigenlijk een "retorieker". Daarnaast bestaat het woord retoriek nog in de oorspronkelijke betekenis.

Soms is de volksetymologie zoals die eerder is ontstaan in een andere taal overgenomen.
- De witte neushoorn dankt zijn naam niet aan zijn kleur, maar aan een verkeerde overname naar het Engels van het Afrikaanse woord wyd naar white, in plaats van wide. Het woord wyd verwees naar de wijde lippen van deze soort in tegenstelling tot die van de puntlipneushoorn, die als tegenhanger van 'white', 'black' werd genoemd, wat vervolgens weer naar het Nederlands werd vertaald als 'zwarte neushoorn', terwijl dat dier niets te maken heeft met de kleur zwart.

Een Engelstalig schoolvoorbeeld van een woord gevormd door een volksetymologie dat in het Nederlands inmiddels geaccepteerd is, is burger als 'schijf' in constructies als visburger en kaasburger. Men dacht namelijk dat het woord hamburger een samenstelling van ham en burger was, hoewel het in werkelijkheid van Hamburg komt.

## Volksetymologie versus etymologie
Het woord volksetymologie is misleidend; het betreft hier immers géén vorm van etymologie. Die laatste onderzoekt de juiste herkomst van woorden (niet: de juiste betekenis), en gaat de woordgeschiedenis na. Hoe is het woord in betekenis veranderd in de loop der tijd? Welke taalkundige vormveranderingen hebben plaatsgevonden, doorgaans onder invloed van klankwetten? In zekere (metonymische) zin betekent etymologie ook: de aldus gevonden herkomst van een bepaald woord.
Volksetymologie daarentegen is geen onderzoek. Het is een vervorming van een woord, gebaseerd op onbegrip bij de taalgebruiker. 
Volksetymologie moet ook worden onderscheiden van geleerdenetymologie. Die laatste is een voorwetenschappelijke, speculatieve vorm van etymologiseren. Weliswaar wordt de herkomst van een woord gezocht, maar de resultaten zijn wetenschappelijk onbevredigend, doordat de geleerde nog te weinig van taal en taalontwikkeling wist. 

### Illustratie van de verschillen
- De etymologische reconstructie It. scartabello > Ned. chartabelle is correct, en geeft de etymologie van het woord weer.
- De vormverandering chartabelle > kattebelletje is op een ongegronde interpretatie van taalgebruikers gebaseerd, en vormt daarmee een volksetymologie.
- Een schoolvoorbeeld van geleerdenetymologie vormt de zestiende-eeuwse geleerde Becanus, die wilde aantonen dat het Nederlands de oudste taal was geweest. Als argument voor zijn theorie gebruikte hij de opvatting dat Diets was afgeleid van "d'ouds(te)"; het Diets of Nederlands was "dus" de oudste taal. Die opvatting was een misvatting. In feite betekent Diets "volks". Dit is eenvoudig aan te tonen door vergelijking met verwante talen als het Gotisch, maar dat wist Becanus nog niet. Zijn bewuste interpretatie kwam weliswaar met de feiten niet overeen, maar was toch geen volksetymologie. Hij substitueerde immers niet onbewust een hem bekende vorm, maar zocht naar een vorm waarmee hij zijn theorie kon verklaren.

## Bij toponiemen
Volksetymologieën zijn ook bij toponiemen (plaatsnamen) een veelvoorkomend verschijnsel. Ze leveren bijvoorbeeld broeken op in gemeentewapens van plaatsen op -broek (waar broek oorspronkelijk moeras betekent, zie broek (landschap)). De d in de Duitse naam voor Milaan, Mailand, kan ook uit volksetymologie worden verklaard (de onjuiste verklaring mei-land leeft nog steeds voort). De stadsnaam Antwerpen werd in de late middeleeuwen volksetymologisch verklaard als hand-werpen, waaruit vermoedelijk rond 1300 het verhaal van Silvius Brabo ontstond.

## Volksetymologie en metanalyse
Bij volksetymologie wordt de vreemde woordvorm geherinterpreteerd (onjuist opgevat, niet herkend), en men zoekt onbewust een bekende woordvorm, die men ervoor in de plaats stelt. Indien daarentegen de woordvorm (en met name de afgrenzing tussen woorden of morfemen) wordt geherinterpreteerd op grond van andere vormen in hetzelfde zinsverband, spreken we van metanalyse.